# 13 de agosto nos Jogos Olímpicos de Verão de 2008
13 de agosto foi o sétimo dia de competições dos Jogos Olímpicos de Verão de 2008.
Neste dia foram disputadas competições de vinte e seis esportes.

## Esportes
| - Badminton - Basquetebol - Beisebol - Boxe - Canoagem - Ciclismo - Esgrima - Futebol - Ginástica - Halterofilismo - Handebol - Hipismo - Hóquei sobre a grama | - Judô - Lutas - Natação - Pólo aquático - Remo - Saltos ornamentais - Softbol - Tênis - Tênis de mesa - Tiro - Tiro com arco - Vela - Voleibol |

## Destaques do dia

### Ginástica artística
Numa final bastante disputada, a China ganha o ouro na prova por equipes da ginástica artística feminina, ficando à frente dos Estados Unidos, que conquistou a prata, e da Romênia, que disputou o terceiro lugar com a Rússia. O Brasil, estreante em finais, ficou em oitavo.

### Halterofilismo
- Até 77 kg masculino: Janos Baranyai (Hungria) sofre uma grave lesão no cotovelo direito durante a prova após tentar elevar 148 kg.[2]

### Natação
Mais um dia de recordes e história sendo feita no Cubo d'Água:
- 200 m borboleta masculino: Michael Phelps vence a prova (com direito a recorde mundial) e se torna o maior medalhista de ouro da História, com 10 medalhas (6 em Atenas 2004 e 4 em Pequim 2008).[3]

- 4x200 m livre masculino: Michael Phelps e a equipe estadunidense baixam o recorde mundial em mais de quatro segundos e se tornam os primeiros a nadar a distância em menos de sete minutos. A vantagem para a Rússia, medalha de prata, foi de mais de cinco segundos.[4]

- Outros quatro recordes foram quebrados neste dia:
  - 200 m livre feminino: Federica Pellegrini (Itália) conquista o ouro numa prova em que as três medalhistas nadaram abaixo do antigo recorde.[5]
  - 200 m medley feminino: Stephanie Rice (Austrália) vence Kirsty Coventry (Zimbabwe), que havia batido o recorde olímpico um dia antes.[6]
  - 200 m peito masculino: Kosuke Kitajima (Japão) baixa o recorde olímpico em sete centésimos de segundo na semifinal da prova.[7]
  - 100 m livre masculino: Alain Bernard (França) quebra o recorde mundial na primeira semifinal, mas Eamon Sullivan (Austrália) baixa o tempo em 0,15s na segunda semifinal.[8]

### Saltos ornamentais
A China segue em busca da meta de conquistar as oito medalhas de ouro na modalidade, e conquista a quarta nas provas sincronizadas.

## Campeões do dia
| Modalidade         | Evento                              | Atleta(s) | País               | Recorde | Ref.   |
| ------------------ | ----------------------------------- | --- | ------------------ | ------- | ------ |
| Ciclismo           | Estrada contra o relógio masculino  | Fabian Cancellara                                                                                                  | SUI Suíça          |         | [ 10 ] |
| Ciclismo           | Estrada contra o relógio feminino   | Kristin Armstrong                                                                                                  | USA Estados Unidos |         | [ 11 ] |
| Saltos ornamentais | Trampolim 3m sincronizado masculino | Wang Feng e Qin Kai                                                                                                | CHN China          |         | [ 12 ] |
| Esgrima            | Florete individual masculino        | Benjamin Kleibrink                                                                                                 | GER Alemanha       |         | [ 13 ] |
| Esgrima            | Espada individual feminino          | Britta Heidemann                                                                                                   | GER Alemanha       |         | [ 14 ] |
| Ginástica          | Equipes femininas                   | Yang Yilin, Cheng Fei, Jiang Yuyan, Deng Linlin, He Kexin, Li Shanshan                                             | CHN China          |         | [ 15 ] |
| Judo               | Até 90 kg masculino                 | Irakli Tsirekidze                                                                                                  | GEO Geórgia        |         | [ 16 ] |
| Judo               | Até 70 kg feminino                  | Masae Ueno | JPN Japão          |         | [ 16 ] |
| Tiro               | Pistola livre 25 m feminino         | Chen Ying | CHN China          |         | [ 17 ] |
| Natação            | 200 m borboleta masculino           | Michael Phelps | USA Estados Unidos | WR      | [ 18 ] |
| Natação            | 4x200 m livre masculino             | Michael Phelps, Ryan Lochte, Ricky Berens, Peter Vanderkaay Eliminatórias: Klete Keller, Erik Vendt, David Walters | USA Estados Unidos | WR      | [ 19 ] |
| Natação            | 200 m livre feminino                | Federica Pellegrini                                                                                                | ITA Itália         | WR      | [ 20 ] |
| Natação            | 200 m medley feminino               | Stephanie Rice | AUS Austrália      | WR      | [ 21 ] |
| Halterofilismo     | Até 77 kg masculino                 | Sa Jae-Hyouk | KOR Coreia do Sul  |         | [ 22 ] |
| Halterofilismo     | Até 69 kg feminino                  | Liu Chunhong | CHN China          | WR      | [ 23 ] |
| Lutas              | Greco-romana até 66 kg masculino    | Steeve Guenot | FRA França         |         | [ 24 ] |
| Lutas              | Greco-romana até 74 kg masculino    | Manuchar Kvirkelia                                                                                                 | GEO Geórgia        |         | [ 25 ] |

## Líderes do quadro de medalhas ao final do dia 13
| Ordem | País               | Medalha de ouro | Medalha de prata | Medalha de bronze |    |
| ----- | ------------------ | --------------- | ---------------- | ----------------- | -- |
| 1     | CHN China          | 17              | 5                | 5                 | 27 |
| 2     | USA Estados Unidos | 10              | 8                | 11                | 29 |
| 3     | KOR Coreia do Sul  | 6               | 6                | 1                 | 13 |
| 4     | GER Alemanha       | 6               | 1                | 2                 | 9  |
| 5     | ITA Itália         | 4               | 4                | 3                 | 11 |